# 5514 Karelraška
Az 5514 Karelraška (ideiglenes jelöléssel 1989 BN1) a Naprendszer kisbolygóövében található aszteroida. Vavrova, Z. fedezte fel 1989. január 29-én.